# Real (Quezon)
Real è una municipalità di terza classe delle Filippine, situata nella Provincia di Quezon, nella regione di Calabarzon.
Real è formata da 17 baranggay:
- Bagong Silang
- Capalong
- Cawayan
- Kiloloran
- Llavac
- Lubayat
- Malapad
- Maragondon
- Masikap
- Maunlad
- Pandan
- Poblacion I (Barangay 1)
- Poblacion 61 (Barangay 2)
- Tagumpay
- Tanauan
- Tignoan
- Ungos